# Жорж д’Эйи
Жорж д’Эйи (фр. Georges d’Heylli, настоящее имя Эдмон Антуан Пуансо, фр. Edmond Antoine Poinsot; 16 августа 1833, Ножан-сюр-Сен — 5 октября 1902, Нёйи-сюр-Сен) — французский журналист.
Сделал карьеру как чиновник, дослужившись до заведующего канцелярией Ордена Почётного легиона. Одновременно публиковал под псевдонимом статьи и книги, преимущественно о театре. В частности, напечатал хронику жизни труппы «Комеди Франсез» за 1852—1871 годы, на основе внутренней документации театра (фр. Journal intime de la Comédie française: 1852—1871; 1879), хронику сценической карьеры Дельфины Жирарден (фр. Madame E. de Girardin (Delphine Gay): sa vie et ses oeuvres; 1868) и Жанны Арну-Плесси (фр. Madame Arnould-Plessy (1834—1876): notice avec documents recueillis aux archives du Théâtre-français; 1876), очерк об актрисе Рашели, основанный на её письмах (фр. Rachel, d'après sa correspondance; 1882). С 1876 года и до конца жизни выпускал «Газету анекдотическую, литературную, артистическую и библиографическую» (фр. Gazette anecdotique, littéraire, artistique et bibliographique), в последние годы при помощи писательницы Габриэли де Гетье (фр. Gabrielle de Guestiers), подписывавшейся псевдонимом Мак-Раме (фр. Mac' Ramey) и продолжившей выпуск издания до конца 1903 г.
Наиболее известный труд д’Эйи — подготовленный им «Словарь псевдонимов» (фр. Dictionnaire des pseudonymes; 1868, третье издание 1887, репринт 1971). В нём разъясняется, среди прочих, и история собственного псевдонима д’Эйи — первоначально фр. d’Heilly, по названию деревни Эйи в департаменте Сомма: настоящие носители этой фамилии потребовали от д’Эйи отказаться от пользования ею, и он изменил написание фамилии, сохранив то же произношение.
Кроме того, в начале 1870-х годов под редакцией д’Эйи вышла серия книг о новейших событиях в истории Франции — Парижской коммуне и Франко-прусской войне.